# Kenkō Zenrakei Suieibu Umishō
Kenkō Zenrakei Suieibu Umishō (ケンコー全裸系水泳部 ウミショー lit. El equipo de nadar desnudo de Kenkō Umishō?) es un manga japonés escrito e ilustrado por Mitsuru Hattori. Fue publicado por primera vez por la editorial Kōdansha en su revista Weekly Shōnen Magazine en julio de 2005, finalizando en abril de 2008 con un total de nueve volúmenes. Una adaptación a serie de anime, dirigida por Kōichirō Sōtome y escrita por Mamiko Ikeda, fue estrenada en Japón por las televisivas Chiba TV y Animax el 4 de julio de 2007, y finalizó el 26 de septiembre de ese mismo año con trece episodios.

## Argumento
Kaname Okiura es un estudiante de la escuela secundaria Umineko Shōgyō High School (海猫商業高等学校 Umineko Shōgyō Kōtō Gakkō?), quien se une al club de natación con el único fin de aprender a nadar. Sin embargo, el club está formado por cinco chicos (incluyéndolo a él) y doce bellas chicas (o al menos eso parece), que para nada le enseñaran a nadar, así que se hace entrenador del equipo.
En un día bastante soleado dos personas en un bote (con una casa encima) llegan a la costa. Una de ellas es una chica muy alegre llamada Amuro Ninagawa, una estudiante transferida desde Okinawa, y la otra persona es su padre.  Ella de inmediato se une al club de natación, su extraordinaria velocidad y el estilo de natación un poco ortodoxo (y su personal hábito de nadar desnuda - un poderoso imán para los chicos) sorprendió a todos los miembros del club, especialmente Okiura, porque ella le recuerda a una sirena que vio sólo una vez en su infancia. La isla donde se desarrolla la serie es ficticia, pero está basada en una isla real de Enoshima en Fujisawa, Kanagawa.

## Personajes
Amuro Ninagawa (蜷川 あむろ Ninagawa Amuro?)
Voz por: Aki Toyosaki
Estudiante de segundo año, transferida de Okinawa a Umishō. A pesar de su dedicación y ser un experta nadadora, encuentra dificultades con su desempeño en las competiciones, debido a que no utiliza las normas y el de natación profesional (por ejemplo, en su primer intento de natación en una piscina, ella se chocó la cabeza en la piscina al extremo opuesto de donde empezó, ya que utilizó un estilo libre para nadar en mar abierto). Entre sus otros hábitos poco frecuente, ella prefiere nadar desnuda, y no tiene vergüenza de hacerlo delante de sus conocidos, bueno ya se acostumbraron a ello, especialmente Kaname. 
Kaname Okiura (沖浦 要 Okiura Kaname?)
Voz por: Toshiyuki Toyonaga
Estudiante de segundo año, y entrenador del equipo. Él está traumatizado con una mala experiencia descrita como sirena durante su niñez, que luego se refleja en que él ha tenido miedo de nadar desde entonces. Sin embargo, este escenario empezó a cambiar después de la llegada de Amuro a Umishō. Siempre en problemas debido al comportamiento de Amuro, que habitualmente impide su crecimiento por sus sentimientos. 
Momoko Orizuka (織塚 桃子 Orizuka Momoko?)
Voz por: Hitomi Nabatame
Estudiante de tercer año, y vice-capitán del equipo de natación. La más racional y seria de los personajes, que se muestra como la más correcta de la mayoría de los personajes y no puede tolerar las payasadas de Ikariya. Justo después de hablar con Amuro, se da cuenta de su potencial oculto y lo recluta al equipo de natación, después de un desafío se impresionó con su velocidad en el agua.
Maki Ikuta (生田 蒔輝 Ikuta Maki?)
Voz por: Ai Shimizu
Estudiante de primer año, es llamada Makio (マキオ?). muy baja de estatura para su edad, ella es usualmente confundida con una estudiante de secundaria. A pesar de ser parte del equipo de natación, ella todavía está tomando lecciones para nadar correctamente al tomar clases con Kaname. Más tarde en el equipo con Nanako porque dice que ambas tienen senos pequeños.
Masa Ikariya (碇矢 雅 Ikariya Masa?)
Voz por: Makoto Yasumura
Capitán del equipo. Estudiante de tercer año, musculoso, y obsesionado con afeitarse y afeitar a los demás, y con usar un revelador traje speedo. Él es, en efecto, el más molesto del equipo de natación, llevando a los demás al borde de la locura con sus payasadas. Es afirmado por Sanae que la única razón por la que es capitán es porque ella y Momoko necesitaban tres estudiantes para empezar el equipo de natación, y solo lo juntaron. no obstante, debido a su tendencia a inventar historias podría no ser cierto. Al final del manga, se convierte en el dueño de un bar y le promete a Orizuka que su bar estará siempre abierto cada vez que se quiera quejarse de sus estudiantes.
Mirei Shizuoka (静岡 みれい Shizuoka Mirei?)
Voz por: Yukari Fukui
Estudiante de segundo año. Es muy admirada por los chicos (básicamente por sus pechos) pero es muy tímida y no le gusta que la miren. Su promiscuidad secreta es un gag muy repetido en la serie: usa ropa interior muy sexy, tiene una colección de consoladores, y aunque no le gusta que la gente la mire, le encanta mirar a personas del sexo opuesto o a cualquier cosa que se le parezca (véase una estatua gigante o un cuerno). Se descubre este comportamiento cuando Kaname va a su casa (solo manga), el cual heredó de sus padres. Nada muy bien y casi ganó el torneo de Kanto en la sección de 200m el año antes de que empezase la serie. Su abuelo es el creador del grupo Shizu, una empresa (ficticia?) muy importante.
Maaya Nanako (魚々戸 真綾 Nanako Maaya?)
Voz por: Sayuri Yahagi
Estudiante de primer año. Una nadadora famosa que también es modelo y que hace que la transfieran al Umisho para estar cerca de Kaname, del cual está enamorada desde pequeña. Considera a Amuro como su rival, y compite con ella por la atención de Kaname. Tiene un colmillo y lleva un bañador diferente al resto del equipo. Como Maki, tiene los pechos pequeños (cosa que la acompleja).
Sanae Kise (黄瀬 早苗 Kise Sayane?)
Voz por: Ryōko Shintani
Estudiante de tercer año. Cofundadora del club de natación y amiga de la infancia de Oridzuka. Tiene la manía de crear rumores falsos solo para molestar, su alrededor siempre es un caos y esta desesperada por conseguir novio.
Chigusa Yasu (安 千草 Yasu Chigusa?)
Voz por: Yūka Iguchi
Estudiante de primer año.
Kaori Himekawa (姫川 佳織 Himekawa Kaori?)
Voz por: Ayumi Murata
Estudiante de segundo año, Y miembro del equipo de natación.
Yamana Yoshizawa (吉澤 やまな Yoshizawa Yamana?)
Voz por: Yukiko Monden
Estudiante de segundo año.
Iori (伊織?)
Es un personaje del manga. Es el entrenador personal de Maaya y también pasa a ser una top model aparece en la columna semanal en la revista de natación. En realidad resultó ser sólo entrenador de Maaya de modo que él pudiera acercarse a Okiura, su amigo de la infancia porque realmente quería ser su entrenador
Taku Ikariya (イカリヤ 拓 Ikariya Taku?)
Un personaje exclusivo del manga. Él es el hermano menor de Masa y compite en el mismo torneo que su hermano (incluso en los mismos hechos como él). Él ha dicho también que admira la juventud de su hermano (incluso es mejor para nadar y estudiar que su hermano). Él también pasó a estar en el equipo de natación al igual que Momoko y Masa en la escuela primaria y secundaria. Parece haber un enamorado de Momoko y parecen llevarse bien también. Él va a Shogyo como todos los niños de la escuela secundaria superior. Parece haber una rivalidad con su hermano por la atención de Momoko.

## Lanzamiento

### Anime
La serie ha sido adaptada a un anime, estrenándose en Japón el 31 de julio de 2007 por Chiba TV, Tokyo MX, y otras cadenas UHF television stations. Animado por Artland, dirigida por Kōichirō Sōtome y escrita por Mamiko Ikeda.

#### Lista de episodios
| #  | Título                                                                            | Estreno                  |
| -- | --------------------------------------------------------------------------------- | ------------------------ |
| 01 | «Churaumi!» «Churaumi!» (ちゅらうみっ!)                                           | 4 de julio de 2007       |
| 02 | «Podría... estar interesada...» «Kyōmi... Aru... Kamo...» (興味････ある･･かも･･･) | 11 de julio de 2007      |
| 03 | «Te lo mostrare!» «Miseru!» (魅せる!!!)                                           | 18 de julio de 2007      |
| 04 | «Te lo voy a mostrar» «Misete Agerunda kara» (見せてあげるんだから)               | 25 de julio de 2007      |
| 05 | «¿También me deseas?» «Atashi no mo hoshii» (あたしのもほしい)                    | 1 de agosto de 2007      |
| 06 | «¡No!» «Me!» (めっ!)                                                              | 8 de agosto de 2007      |
| 07 | «Maldición» «Noroi» (呪い)                                                        | 15 de agosto de 2007     |
| 08 | «Mira muy bien» «Yo~ku Mitenasai» (よ〜く見てなさい)                              | 22 de agosto de 2007     |
| 09 | «Te ayudare a olvidar...» «Wasuresasete...» (忘れさせて...)                       | 29 de agosto de 2007     |
| 10 | «Nyū Nyū?» «Nyū Nyū?» (にゅうにゅう?)                                             | 5 de septiembre de 2007  |
| 11 | «Podría ser...» «Masaka no...» (まさかの････)                                     | 12 de septiembre de 2007 |
| 12 | «Oma Oma» «Oma Oma~» (おまっおま〜♪)                                              | 19 de septiembre de 2007 |
| 13 | «Sirena» «Ningyo» (人魚)                                                          | 26 de septiembre de 2007 |

### Programa de radio
Una versión de radio por internet del anime, Kenkō Zenrakei Suieibu Umishō: Junbi Undō (ケンコー全裸系水泳部 ウミショー 準備運動?), fue transmitido en sitios japoneses Ōnsen y BEWE desde May 16, 2007 y June 27, 2007. Más tarde Kenkō Zenrakei Suieibu Umishō: Natsu!! Honban (ケンコー全裸系水泳部 ウミショー 夏!!本番?), se comenzó a transmitir en July 4, 2007. La primera versión de la serie personalizaba Hitomi Nabatame, seiyū de Momoko Orizuka, mientras que la continuación figuraba Nabatame Aki Toyosaki, seiyū de Amuro Ninagawa.

### Videojuego
5pb inc. publicó un juego de Umisho para PlayStation 2, realizado por 5gk. ("The Five Games and Kid") y llamado "Umisho".